# 廣州供水
廣州供水現時主要由廣州市自來水公司負責，依賴珠江水系的廣州河道提供水資源。

## 歷史
早在南越国时期，广州地区的水井修造技术已经达到了很高的水平，不過王家日常用水主要还是依靠甘溪。到三國時期，吳赤烏十一年(284年)，交州刺史陸胤主持疏浚白雲山東側甘溪，並建塘儲水，令到甘溪水可供廣州居民飲用，又能航行和灌溉農田，促進了當時的廣州發展，後世稱這條澗溪為菖蒲澗。
東晉咸安年間(371-373年)，菖蒲澗淤塞嚴重，番禺人姚成甫“複浚之，民蒙其利”。唐會昌年間(843-849年)，節度使盧鈞又“疏導其源，以濟舟楫，更飾廣廈，為踏青避暑勝地”。
宋後，城內居民一再激增，城區一再擴大。蘇東坡關注廣州居民飲用水問題，曾向時廣州知州軍事王敏仲寫信推薦羅浮山道士鄧守安解決廣州飲水問題。鄧守安認為「蒲澗山（白雲山）有滴水岩，水所從來高，可引入城，蓋二十裡以下耳。若于岩下作大石槽，以五管大竹，續處以麻纏漆塗之，隨地高下，直入城中。又為一大石槽以受之，又以五管分引，散流城中，為小石槽，以便汲者」，可說是廣州城最早的自來水原始設想。
1903年，上海商人來廣州與兩廣總督岑春煊提議創辦自來水，1905年10月16日，上海商人李平喜、王聲楷與兩廣總督岑春煊，在廣州西濠口穀埠辦公樓（太平南新亞酒店）召開籌備會議，向岑春煊商洽籌辦自來水公司，其後創立廣東省河自來水公司，開始近代供水建設。

### 輸水供港
1959年廣東省政府下達廣州市自來水公司為香港供水工程提供設計的任務。由深圳水庫安裝水管至邊界，年供水量為2500～4000萬立方米。在寶安縣的共同努力下，於1961年農曆新年開始輸水到香港。

## 主要水源
現時廣州的飲用水源分佈於四個片區：流溪河、西江（主要水源地）、東江北幹流和增江、順德水道和沙灣水道。舊日增埗水廠，其水源采自增埗河。而沙面水廠，水源采自珠江白鵝潭河水。1960年代前，珠江河水源水質較好。隨著廣州市的工商業發展，河水污染程度日益加重，西村、石門、江村3個水廠水源的珠江西航道水質長期惡劣。到2010年，廣州西江引水工程正式供水，進而改善供水水質。

## 供水系統

### 供水管網
增埗水廠1907年建立時，敷設直徑600毫米鋼管、長4400米的出廠輸水總管，另裝3條支管。

### 樓宇供水
食水會輸送至地下泵房，經內部抽水系統抽送至天面水池，再分配到不同樓層的用戶。內部供水系統是自建設施儲存、加壓原公共供水，通過內部喉管再供用戶或自用，不屬於公共供水基建。內地稱之為二次供水，廣州約有7成的供水屬於此類，而天面水池使用較多就會比較渾濁，需要經常人工清洗。一般四樓及以下樓層都可以直接供水，但通常三樓以上的樓層就會採用二次供水。
根據2014年發出的《廣州市用戶共用用水設施管理辦法》，共用用水設施的保養和維修，由業主或物業管理公司負責。一些舊式居民樓沒有物管下，可以委託供水企業或者其他管理單位維護管理。

## 水價
2012年1月29日，廣州市自來水公司公佈廣州供水成本，開全國先河，而2月15日，廣州市物價局公佈的供水成本與之相差超過10億，雙方依據的核算標準在水資源費、資產折舊費、利息等財務費用、企業招待費和管網漏損率等方面均有差異。輿論認為，供水成本虛高超過10億元，而這些都計入水價讓市民來買單，自來水公司的做法極不妥當。公司回應指公開的企業財務報表，每一項資料都經過會計師審核，資料本身沒有任何虛高的可能。而根據對廣州市自來水公司2008年至2010年度情況調查，由所得的廣州供水定價成本監審清單顯示，一立方水成本被多報0.35元，合計比實際成本2.016元/立方虛高17.26％。
廣州市區自來水（番禺、花都等區另計）在之後6個月後施行階梯水價，最低起步1.98元/噸，暴涨5成。